# Tobie est un ange
Pour plus de détails, voir Fiche technique et Distribution.
Tobie est un ange est un film français réalisé par Yves Allégret en 1940.
Seules trois bobines ont survécu à un incendie

## Synopsis
Jenny est la patronne d'une boîte de nuit, mais sa fille Danielle ignore tout de sa vie.

## Fiche technique
- Réalisation : Yves Allégret
- Scénario : Yves Allégret
- Dialogues : Pierre Brasseur[1].
- Photographie : Henri Alekan
- Durée : 30 / 71 minutes
- Dates de tournage: 
  - 1940

## Distribution
- Pierre Brasseur : ?
- Janine Darcey : ?
- Pauline Carton : la diseuse de bonne aventure
- Rellys : ?
- Lucienne Le Marchand : ?
- Henri Guisol : ?

## Statut du film
Le film, qui est le premier long métrage d'Yves Allégret, a été tourné en zone libre.
Le négatif a disparu partiellement dans un incendie et le film n'avait jamais été exploité, mais trois bobines ont été retrouvées, et il a été projeté à la Cinémathèque en 2009 dans le cadre de la rétrospective des 40 ans des archives françaises du film,. Il a également été présenté par Eric Le Roy des archives du film de Bois d'Arcy en 1993 lors de la XXIIe Mostra Internationale del cinema libero à Bologne